# Maxima Grupė
Maxima Grupė è una società per azioni con sede in Lituania.
Opera come ente finanziario controllando – in qualità di subholding – società del settore della grande distribuzione organizzata in Europa settentrionale e orientale, cui fanno complessivamente capo 1 400 punti vendita e 38 000 dipendenti.

## Storia
La società venne fondata a Vilnius nel 2007 quale subholding di Vilniaus prekyba, ricevendo in gestione da questa i supermercati dei marchi Maxima – siti in Estonia, Lettonia e Lituania – e T-Market, ubicati in Bulgaria. Gli anni successivi avviò una serie di acquisizioni internazionali, acquistando nel 2011 la rete di supermercati polacchi Aldik e nel 2012 quella spagnola Supersol.
Nel 2017 acquisì la società di commercio elettronico Barbora, cui attraverso una partnership erano state fatte da 3 anni affluire le attività del negozio online e-Maxima. Nel 2018 acquistò una ulteriore rete di supermercati presente in Polonia denominata Stokrotka, nella quale fece confluire i punti vendita già posseduti in quella nazione. Due anni più tardi rivendette la catena Supersol, cedendola a Carrefour.

## Attività
Nel 2021 le controllate dalla società gestivano complessivamente 1 412 punti vendita – distribuiti tra Bulgaria, Estonia, Lettonia, Lituania e Polonia – oltre ad un sito di commercio elettronico e ad attività di supporto, occupando un totale di 38 482 dipendenti.

## Struttura e organizzazione
La società opera quale subholding di Vilniaus prekyba.

### Partecipazioni
Le controllate operano nel campo della grande distribuzione organizzata, nel commercio elettronico ed in funzioni di supporto.
- Barbora 100,000 %
- Franmax 100,00 %
- Maxima Bulgaria 100,00 %
- Maxima Eesti 100,000 %
- Maxima International Sourcing 100,00 %
- Maxima Latvija 100,000 %
- Maxima LT 100,000 %
- Stokrotka 100,00 %

### Azionariato
La società è sottoposta al controllo di Vilniaus prekyba, holding che gestisce anche altre società di vendita al dettaglio e agenzie immobiliari. Il principale azionista di Vilniaus prekyba è – per il tramite del family office olandese Metodika – Nerijus Numa.
- Vilniaus prekyba 100,000 %

## Corporate governance
Il modello di governance scelto dalla società è il sistema dualistico, caratterizzato dalla presenza di un consiglio di gestione e di un consiglio di sorveglianza.

### Consiglio di gestione
| Carica          | Nome                |
| --------------- | ------------------- |
| Presidente e AD | Mantas Kuncaitis    |
| Consigliere     | Arūnas Zimnickas    |
| Consigliere     | Jolanta Bivainytė   |
| Consigliere     | Edvinas Volkas      |
| Consigliere     | Tomas Rupsys        |
| Consigliere     | Petar Petrov Pavlov |

### Consiglio di sorveglianza
| Carica      | Nome             |
| ----------- | ---------------- |
| Presidente  | Evelina Černienė |
| Consigliere | Povilas Šulys    |
| Consigliere | Laimonas Devyžis |

## Marchi
I marchi utilizzati dalla società sono Barbora, Maxima, Stokrotka e T-Market. In precedenza erano stati utilizzati Aldik – acquisito nel 2011 e confluito in Stokrotka nel 2018 – e Supersol, acquisito nel 2012 e ceduto nel 2018.

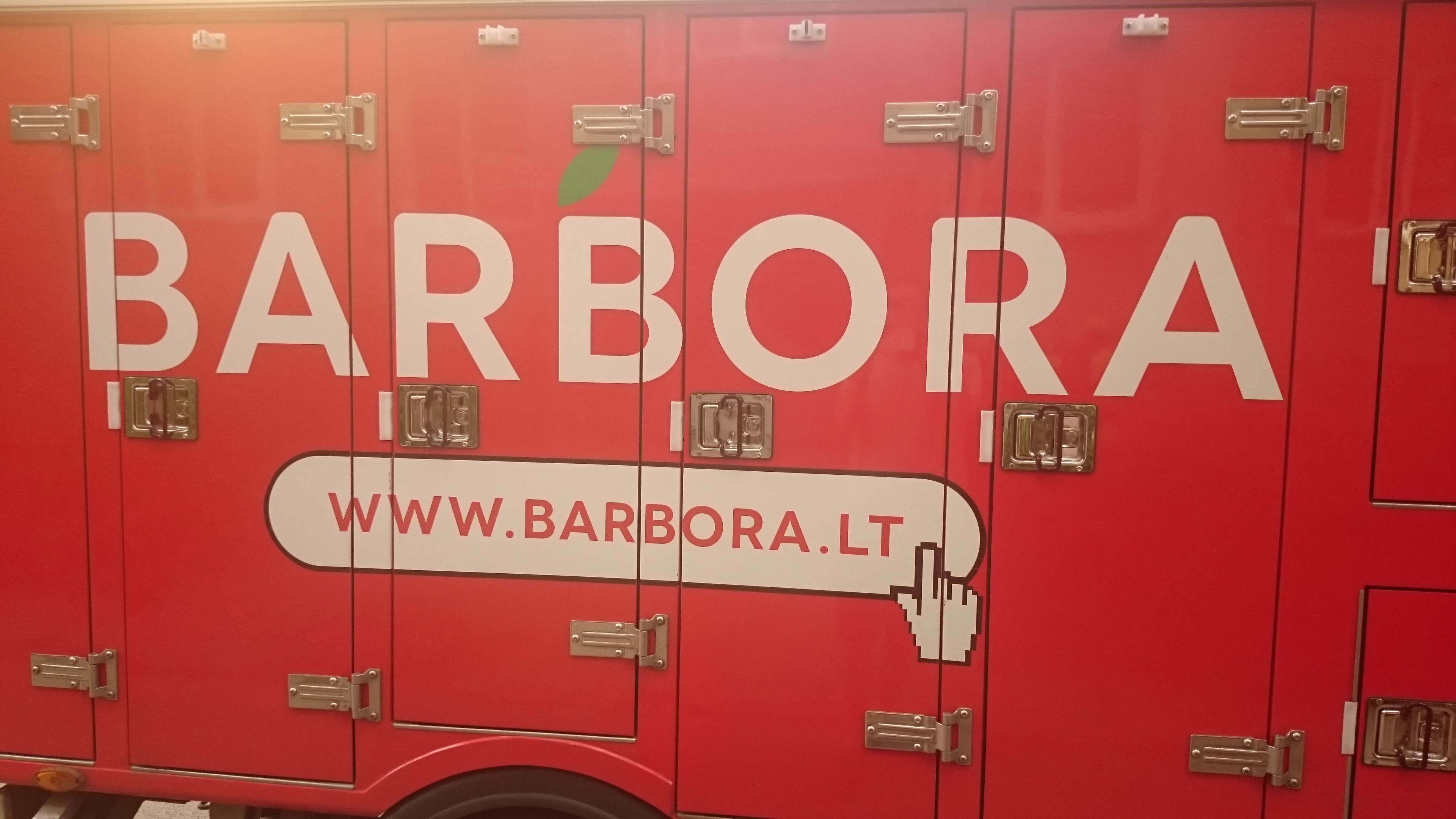
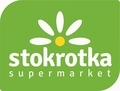
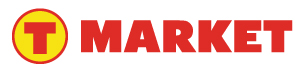

### Barbora
La società di commercio elettronico Barbora venne fondata nel 2014, subentrando nell'operatività del negozio online e-Maxima sorto tre anni prima ed operando in Lituania. Nel 2017 divenne parte di Maxima Grupė e nel 2018 espanse le proprie attività in Estonia e Lettonia. Nel 2021 rese disponibili i propri servizi anche in Polonia.
Il marchio è dedicato alla vendita di prodotti alimentari online ed è il principale in questo campo nei paesi baltici.

### Maxima
Il marchio nacque nel 1998 come insegna dei supermercati di più grande dimensione tra quelli gestiti dalla holding Vilniaus prekyba, avviata nel 1992 a Vilnius da alcuni studenti di medicina tra i quali Nerijus Numa.
Nel 2000 furono aperti i primi negozi a marchio Maxima in Lettonia ed Estonia e nel 2005 tutti i punti vendita nei paesi baltici assunsero questa insegna, abbandonando le precedenti Media, Minima, MiniMaxima e T-Market. Nel 2007 la gestione venne affidata a Maxima Grupė e nel 2011 avviato il sito di e-commerce e-Maxima, poi sostituito da Barbora nel 2014.
Nel 2021 contava complessivamente su 508 punti vendita: 252 in Lituania, 173 in Lettonia e 83 in Estonia.

### Stokrotka
Fondata come Eden a Lublino nel 1994, Skotrotka assunse l'attuale denominazione nel 2000. Raggiunse il traguardo dei 500 negozi nel 2018, anno in cui entrò a far parte del Maxima Grupė assorbendo anche i supermercati a marchio Aldik. Rispettivamente nel 2017 e nel 2019 ha adottato anche i sottomarchi Stokrotka Express e Stokrotka Optima.
Nel 2021 vi erano 806 negozi a marchio Stokrotka – dei quali 87 gestiti in franchising – tutti ubicati in Polonia.

### T-Market
Il marchio T-Market nacque nel 2000 al momento dell'apertura di nuovi supermercati in Estonia e Lettonia da parte della holding Vilniaus prekyba. Nel 2005 la holding rinominò in Maxima tutti i supermercati posseduti nei paesi baltici, assegnando contemporaneamente il nome T-Market alla catena appena acquisita in Bulgaria, che dal 2007 venne affidata in gestione a Maxima Grupė.
Nel 2021 contava in tutto su 98 negozi, tutti in Bulgaria.

## Critiche e controversie
In seguito al crollo della copertura di un supermercato Maxima sito a Riga, avvenuto il 21 novembre 2013 causando la morte di 54 persone, la società venne criticata per le procedure di emergenza adottate. Più in generale venne biasimata la cultura aziendale del gruppo, giudicata come volta unicamente a perseguire profitti. Il successivo processo, conclusosi nel 2020, non vide la condanna di alcun esponente aziendale.